# Neoconops longicornis
Neoconops longicornis är en tvåvingeart som beskrevs av Krober 1915. Neoconops longicornis ingår i släktet Neoconops och familjen stekelflugor. Inga underarter finns listade i Catalogue of Life.